# پیترو باسیل
پیترو باسیل (انگلیسی: Pietro Basile؛ زادهٔ ۲۱ ژوئیهٔ ۱۹۸۹) خواننده و ترانه‌پرداز آلمانی-ایتالیایی است.